# Keetie van Oosten-Hage
Pour les articles homonymes, voir Oosten et Hage (homonymie).
Cornelia (Keetie) Hage, connue sous son nom de femme mariée Keetie van Oosten-Hage, née le 21 août 1949 à Sint-Maartensdijk, est une ancienne coureuse cycliste néerlandaise. Elle a concouru sur route et sur piste. Elle a notamment été deux fois championne du monde sur route et quatre fois championne du monde de poursuite. Le 16 septembre 1978, elle a battu le record de l'heure à Munich en parcourant 43,082 km. Elle a été élue sportive néerlandaise de l'année en 1976 et 1978. Ses sœurs Bella, Heleen et Ciska ont également été coureuses cyclistes, tout comme son neveu Jan van Velzen, le fils de Ciska. Depuis 1976, le Keetie van Oosten-Hage Trofee récompense la meilleure cycliste néerlandaise de l'année, le trophée a pris le nom de la première championne du monde néerlandaise de cyclisme.

## Palmarès sur route
- 1966
  -  2e du championnat du monde sur route
  - 2e du championnat des Pays-Bas sur route
- 1967
  - 3e du championnat des Pays-Bas sur route
  - 7e du championnat du monde sur route
- 1968
  -  Championne du monde sur route
- 1969
  -  Championne des Pays-Bas sur route
- 1970
  -  Championne des Pays-Bas sur route
  - 6e du championnat du monde sur route
- 1971
  -  Championne des Pays-Bas sur route
  -  3e du championnat du monde sur route
- 1972
  -  Championne des Pays-Bas sur route
- 1973
  -  Championne des Pays-Bas sur route
  -  2e du championnat du monde sur route
- 1974
  -  Championne des Pays-Bas sur route
  -  3e du championnat du monde sur route
- 1975
  -  Championne des Pays-Bas sur route
  -  3e du championnat du monde sur route
- 1976
  -  Championne des Pays-Bas sur route
  -  Championne du monde sur route
  - Batavus Lenterace
- 1978
  -  Championne des Pays-Bas sur route
  -  2e du championnat du monde sur route
- 1979
  - Omloop van de Krimpenerwaard
  - 3e du championnat des Pays-Bas sur route
  - 4e du championnat du monde sur route

## Palmarès sur piste
- 1966
  -  Championne des Pays-Bas de poursuite individuelle
- 1967
  -  Championne des Pays-Bas de poursuite individuelle
- 1968
  -  Championne des Pays-Bas de poursuite individuelle
  -  3e du championnat du monde de poursuite individuelle
- 1969
  -  Championne des Pays-Bas de poursuite individuelle
  -  3e du championnat du monde de poursuite individuelle
- 1970
  -  Championne des Pays-Bas de poursuite individuelle
- 1971
  -  Championne des Pays-Bas de poursuite individuelle
  -  2e du championnat du monde de poursuite individuelle
- 1972
  -  Championne des Pays-Bas de poursuite individuelle
  -  2e du championnat du monde de poursuite individuelle
- 1973
  -  Championne des Pays-Bas de poursuite individuelle
  -  2e du championnat du monde de poursuite individuelle
- 1974
  -  Championne des Pays-Bas de poursuite individuelle
  -  3e du championnat du monde de poursuite individuelle
- 1975
  -  Championne du monde de poursuite individuelle
  -  Championne des Pays-Bas de poursuite individuelle
- 1976
  -  Championne du monde de poursuite individuelle
  -  Championne des Pays-Bas de poursuite individuelle
- 1977
  -  Championne des Pays-Bas de poursuite individuelle
  - 2e du championnat des Pays-Bas d’omnium
- 1978
  -  Championne du monde de poursuite individuelle
  - 2e du championnat des Pays-Bas de poursuite individuelle
  - 2e du championnat des Pays-Bas d’omnium
- 1979
  -  Championne du monde de poursuite individuelle
  -  Championne des Pays-Bas d’omnium

## Distinctions
- Sportive néerlandaise de l'année : 1976 et 1978
- Cycliste néerlandaise de l'année : 1976, 1977 et 1978